# Lisowce
Lisowce (ukr. Лисівці) – wieś na Ukrainie w rejonie czortkowskim należącym do obwodu tarnopolskiego, nad rzeką Seret, na zachodnim Podolu (obwód tarnopolski).
Do 1939 w granicach II Rzeczypospolitej, w powiecie zaleszczyckim (województwo tarnopolskie); od 1 sierpnia 1934 (po wejściu w życie ustawy scaleniowej likwidującej małe gminy wiejskie w tym powiecie) zaliczana do gminy Tłusta Wieś. Po inwazji ZSRR w 1939 inkorporowana wraz z całym terytorium wschodniej Rzeczypospolitej do Ukraińskiej SRR. 
W latach 1942–1943 nacjonaliści ukraińscy z OUN-UPA zamordowali tutaj 8 Polaków oraz ukrywającą się rodzinę żydowską. W 1943 polscy mieszkańcy zmuszeni zostali do opuszczenia wsi, a ich gospodarstwa zostały ograbione i częściowo spalone.
W 1943 roku we wsi istniał obóz pracy dla Żydów, których niemiecki okupant wykorzystywał do remontu dróg. Hitlerowcy zlikwidowali obóz po tym, jak 30 więźniów zmarło z powodu ciężkich warunków panujących w obozie (pozostałych 40 więźniów rozstrzelali). Mieszkająca w Lisowcach Polka Maria Królikowska uratowała 16 uciekinierów z obozu, dając im schronienie oraz dostarczając pożywienie i tzw. aryjskie dokumenty (w 1981 roku Instytut Jad Waszem uhonorował ją za to tytułem Sprawiedliwej wśród Narodów Świata). Innym Polakiem z Lisowiec, który otrzymał ten tytuł, jest Władysław Pokorny.

## Ludzie urodzeni we wsi
- Adolf Juzwenko (ur. w 1939) – polski historyk, dyrektor Zakładu Narodowego im. Ossolińskich we Wrocławiu
- Mykoła Bojczuk – poseł na Sejm Krajowy Galicji
- Otton Szymków – polski duchowny.